# Nadia Geerts
Nadia Geerts is een Franstalige Brusselse schrijfster en docente filosofie. Ze hangt een militant feminisme, republicanisme en laïcisme aan.

## Beroepsleven
Geerts behaalde in 1991 een licentiaats- en aggregaatsdiploma filosofie aan de Université libre de Bruxelles. Van 1992 tot 2008 was ze lerares niet-confessionele zedenleer in de secundaire scholen van de stad Brussel. Sinds 2009 is Geerts docente filosofie en ethiek aan de 'Haute École Bruxelles-Brabant' (HE2B).

## Maatschappelijke betrokkenheid
Van 2000 tot 2010 was Geerts voorzitster van de Republikeinse Kring. Van 2001 tot 2010 maakte ze deel uit van 'RésistanceS'. In 2007 richtte Geerts RAPPEL ('Réseau d'Actions pour la Promotion d’un Etat laïque') op, waarvan ze tussen 2017 en 2019 directrice was. Sinds 2017 is Geerts verantwoordelijk voor de collectie "Dis, c'est quoi?" bij uitgeverij 'La Renaissance du livre'. In 2019 werd ze genomineerd voor de 'Prix international de la laïcité' van het 'Comité Laïcité République'.
Sinds 2021 houdt Geerts zich bezig met de neutraliteit van de staat en de individuele vrijheid aan het 'Centre Jean Gol', de studiedienst van de Franstalige liberale partij MR. Volgens haar is MR nog de enige partij in Wallonië die de vrijzinnigheid wenst te verdedigen.
Eind december 2024 werd Geerts ondervoorzitter van de raad van bestuur van de RTBF. Joëlle Milquet werd tot voorzitter verkozen.

## Media
In 2009 organiseerde Geerts met RAPPEL een betoging voor een hoofddoekenverbod in het Franstalig onderwijs. In 2010 nam ze deel aan het hoofddoekendebat in het Vlaamse Parlement.
Sinds juli 2020 schrijft Geerts een column voor het Franse weekblad Marianne.
Na de moord op Samuel Paty plaatste Geerts "Je suis Samuel Paty" op haar Facebookpagina. Ze werd daarop onder haatberichten bedolven en bedreigd. Geerts diende onder te duiken en werd ziek. Ze diende een klacht in bij de rechtbank.